# Miya Folick
Miya Folick (nascida em 1989)  é uma cantora e compositora americana baseada em Los Angeles, Califórnia.  

## Vida antes da carreira e Educação
Miya nasceu em Santa Ana, Califórnia. Ela é meio japonesa e meio ucraniana e foi criada como budista Jōdo Shinshū,  aprendendo a tocar bateria taiko em um grupo da igreja. 
Miya foi para a Foothill High School em Santa Ana, Califórnia, onde estava no time de basquete e se formou em 2007.  Ela disse que não gosta de jogar basquete.
Miya frequentou a Universidade de Nova York de 2007 a 2009 para estudar teatro , mas foi transferido em 2009 e se formou na Universidade do Sul da Califórnia em 2011 com um diploma de bacharel em Direito da Escola de Teatro. Durante um semestre sabático, uma amiga do ensino médio a ensinou a tocar violão.  Mais tarde, ela começou sua banda usando o Tinder, onde criou um perfil que dizia: "procurando uma banda". 

## Carreira
Miya lançou seu EP de estréia, Strange Darling, em dezembro de 2015.   O EP foi seguido por dois singles, "Pet Body" e "God Is a Woman" em 2016, antes do lançamento de seu segundo EP, Give It To Me, lançado em novembro de 2017 por Terrible Records.
Em setembro de 2018, Miya lançou a nova música "Stop Talking"  e lançou o videoclipe.  Ela lançou seu álbum de estréia, Premonitions, em 26 de outubro de 2018, sendo aclamada pela crítica.    
Miya juntou-se às bandas Pale Waves e Sunflower Bean em uma turnê nos Estados Unidos e na Europa no outono de 2018. 
No outono de 2019, Miya fez uma turnê com a Bishop Briggs pelos Estados Unidos. 

## Vida Pessoal
Miya está em um relacionamento com a musicista K.Flay (Kristine Meredith Flaherty) desde 2018. 

## Discografia

### Álbuns
- 2018: Premonitions (Terrible Records)

### EPs
- 2015: Strange Darling
- 2017: Give It to Me
- 2018: Give It To Me / Strange Darling - red vinyl (Terrible Records/Vinyl Me, Please)

### Singles
- 2016: "Pet Body"
- 2016: "God Is a Woman"
- 2017: "Trouble Adjusting"
- 2018: "Deadbody"
- 2018: "Stock Image"
- 2018: "Stop Talking" (Polydor Records)
- 2018: "Freak Out" (Polydor Records)
- 2018: "Thingamajig" (Live)
- 2019: "Malibu Barbie"